# Arvid Ahnfelt
Arvid Wolfgang Nathanael Ahnfelt (født 16. august 1845, død 17. februar 1890) var en svensk forfatter og litteraturhistoriker, søn af provst P.G. Ahnfelt.
Han blev student i Lund, tog doktorgraden i Upsala og var derefter ansat ved Det Kongelige Bibliotek i Stockholm indtil 1876.
Han blev en overordentlig flittig forsker i arkiver og biblioteker og samlede en rigdom af biografiske og kulturhistoriske data, som han forstod at fremlægge i en livlig og underholdende, ofte åndfuld form.
Af hans skrifter kan nævnes Ur svenska hofvets och aristokratiens lif (1880-82), Från Europas hof (1883-84); desuden udgav han skrifter og breve af Palmær, Crusenstolpe, Thomander, Sehlstedt og flere.
Mere selvstændigt er hans arbejde L. F. Rääf af Småland och hans litterära umgängeskrets, og som hans hovedværk må nævnes C. J. L. Almqvist, hans lif och verksamhet (1876). Han har endvidere udgivet Bevingade ord (1879) og redigeret en svensk bearbejdelse af Scherrs Världsliteraturens historia (1874-76).
Fra 1881 til sin død udgav han tidsskriftet Ur dagens krönika, der ved sit afvekslende indhold og sin pikante form gjorde megen lykke og i Danmark fik en efterligner i P. Nansens tidsskrift af samme navn. Ahnfelt døde pludselig i København.